# 翠屏道

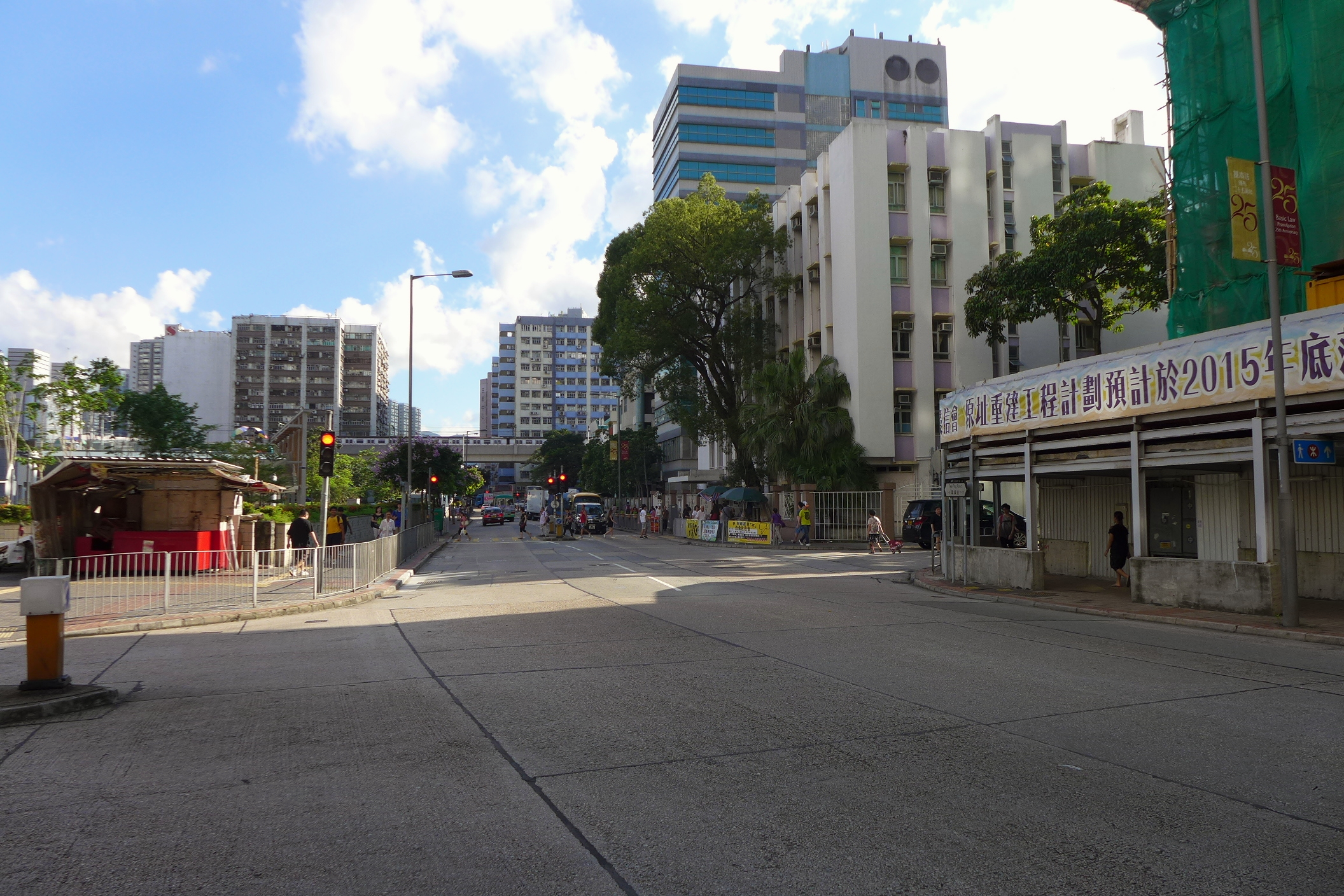
翠屏道南端

翠屏道（英語：Tsui Ping Road）是一條位於香港九龍觀塘區的雙程道路。

## 簡介
翠屏道的走向從南至北，南端是觀塘道盡頭和鯉魚門道開端，北端則是協和街。南端首個路口內的南行線和北端數十米內的北行線為雙線行車，其餘全線為單線行車。南段旁曾為觀塘明渠，後覆蓋。

## 附近街道
翠屏道與8條街道相接，包括：
- 觀塘道

車輛只可從觀塘道東行線左轉入翠屏道北行線
- 鯉魚門道

車輛可從鯉魚門道西行線右轉入翠屏道北行線，或從翠屏道南行線左轉出鯉魚門道東行線
- 福塘道

車輛可從翠屏道任何方向轉入福塘道西行線，或從福塘道東行線轉出翠屏道任何方向
- 福寧道

車輛可從翠屏道任何方向轉入福寧道西行線，或從福寧道東行線轉出翠屏道任何方向
- 佳廉道

車輛可從翠屏道南行線左轉入佳廉道東行線，或從佳廉道西行線轉出翠屏道任何方向
- 翠屏邨屋邨通道（4條屋邨通道分別在翠樟樓、翠梓樓、翠楠樓和翠楣樓旁）

車輛可從翠屏道任何方向經迴旋處進入屋邨通道，相反亦然
- 曉明街

車輛可從翠屏道任何方向轉入曉明街南行線，或從曉明街北行線轉出翠屏道任何方向
- 協和街

車輛可從協和街任何方向轉入翠屏道南行線，或從翠屏道北行線轉出協和街任何方向

## 沿線建築物
翠屏道沿線主要建築物為公營房屋翠屏（南）邨、翠屏（北）邨、翠屏商場和寶珮苑，其他建築物包括：
- 新觀塘游泳池（2號）
- 基督教家庭服務中心（3號）
- 觀塘職業訓練中心（5號）
- 觀潮浸信會（11號）
- 香港歷史檔案大樓（13號）
- 觀塘社區中心（17號）
- 觀塘瑪利諾書院（100號）
- 新生命教育協會呂郭碧鳳中學（102號）

## 公共交通設施
- 巴士總站

南行線共有2個巴士總站：
位於南行線近翠屏（北）邨翠桃樓旁，共有3條公共巴士路線作為總站
位於南行線近福塘道，共有3條私營巴士路線作為總站
- 巴士站

南、北行線各有3個巴士站：
位於北行線近基督教家庭服務中心，是九巴「觀塘游泳池」巴士站，停站路線有11B、11C、89C
位於北行線近翠屏（北）邨翠柏樓，是九巴「翠屏邨翠柏樓」巴士站，停站路線有11B、11C、13M、89、89C、89X
位於北行線近寶珮苑寶珊閣，是九巴「寶珮苑」巴士站，停站路線有11C、13M、89X
位於南行線近翠屏（北）邨翠楣樓，是九巴「寶珮苑」巴士站，停站路線有11C、14H
位於南行線近翠屏（北）邨翠梓樓，是九巴「翠屏邨翠梓樓」巴士站，停站路線有11B、11C、14H、89C
位於南行線近福塘道的巴士總站旁，是九巴「觀塘游泳池」巴士站，停站路線有11B、11C、89C
- 小巴站

小巴營辦商擺放了站牌的地方包括：
位於北行線近九巴「觀塘游泳池」巴士站，是九龍區專線小巴59小巴站
位於北行線近觀塘潮語浸信會，是前往牛頭角的小巴站
位於北行線近九巴「翠屏邨翠柏樓」巴士站，是九龍區專線小巴47、59、前往牛頭角、馬蹄徑、香港專業教育學院觀塘分校及秀茂坪的小巴站
位於北行線九巴「觀塘（翠屏道）巴士總站」對面，是九龍區專線小巴59小巴站
位於北行線近翠屏（北）邨翠楠樓，是九龍區專線小巴47、59、前往馬蹄徑及香港專業教育學院觀塘分校的小巴站
位於北行線近九巴「寶珮苑」巴士站，是九龍區專線小巴59小巴站
位於南行線近九巴「寶珮苑」巴士站，是九龍區專線小巴47及前往觀塘站的小巴站
- 的士站

位於北行線九巴「觀塘（翠屏道）巴士總站」對面